# 城巴X22線
城巴X22線是香港的一條巴士路線，由機場博覽館開往藍田站。

## 歷史
- 2005年12月24日：投入服務，只在機場博覽館舉行大型活動時，於散場後提供服務。不過由2008年起，甚少在這類節目散場後開辦本路線，多會由機場博覽館加開A22的特別班次[1]，取道機場後返回市區。
- 2008年8月5日：路線最後一次服務。

## 車資
空調巴士
- 全程收費：HK$27
- 分段收費：
  - 青嶼幹線收費廣場往藍田站：HK$26
  - 佐敦道往藍田站：HK$7

## 行車路線
航展道、航天城東路、航天城迴旋處、暢連路、機場南交匯處、機場路、北大嶼山公路、青嶼幹線、青衣西北交匯處、長青公路、長青隧道、青葵公路、西九龍公路、連翔道、佐敦道、加士居道、漆咸道南、漆咸道北、馬頭圍道、馬頭涌道、太子道西、太子道東、觀塘道及鯉魚門道。

### 車站一覽
| 藍田站方向 | 藍田站方向       | 藍田站方向             |
| ---------- | ---------------- | ---------------------- |
| 車站       | 車站名稱         | 位置                   |
| 1          | 機場博覽館       | 亞洲國際博覽館巴士總站 |
| 2          | 青嶼幹線繳費廣場 | 北大嶼山公路           |
| 3          | 上海街           | 佐敦道                 |
| 4          | 志和街           | 佐敦道                 |
| 5          | 衛理道           | 加士居道               |
| 6          |                  | 漆咸道北               |
| 7          | 北拱街           | 漆咸道北               |
| 8          | 落山道           | 馬頭圍道               |
| 9          | 天光道           | 馬頭圍道               |
| 10         | 馬頭圍邨洋葵樓   | 馬頭圍道               |
| 11         | 亞皆老街遊樂場   | 馬頭涌道               |
| 12         | 富豪東方酒店     | 太子道東               |
| 13         | 譽港灣           | 太子道東               |
| 14         | 彩虹邨           | 太子道東               |
| 15         | 坪石邨           | 觀塘道                 |
| 16         | 啟業邨           | 觀塘道                 |
| 17         | 九龍灣站         | 觀塘道                 |
| 18         | 牛頭角下邨       | 觀塘道                 |
| 19         | 定富街           | 觀塘道                 |
| 20         | 牛頭角站         | 觀塘道                 |
| 21         | 觀塘市中心       | 觀塘道                 |
| 22         | 觀塘站           | 觀塘站公共運輸交匯處   |
| 23         | 觀塘遊樂場       | 鯉魚門道               |
| 24         | 藍田站           | 藍田公共運輸交匯處     |

## 外部連結
- 城巴X22線官方路線資料[]
- 城巴X22線－i-busnet.com
- 城巴X22線－681巴士總站 （页面存档备份，存于）